# Sinagoga din Baia Mare
Sinagoga din Baia Mare este un lăcaș de cult evreiesc din municipiul Baia Mare, localizat pe Str. Someșului nr. 3. Ea a fost construită în anul 1885. 
Sinagoga din Baia Mare a fost inclusă pe Lista monumentelor istorice din județul Maramureș din anul 2015, având codul de clasificare  MM-II-m-B-04486 .

## Istoric
Sinagoga din Baia Mare a fost edificată în anul 1885 în stil neobaroc transilvănean, având o suprafață de 377 m² . Tot atunci au fost construite o baie rituală nouă, o școală evreiască și o grădiniță evreiască, o locuință pentru rabin și o sală pentru întruniri. 
În lista sinagogilor din România publicată în lucrarea Seventy years of existence. Six hundred years of Jewish life in Romania. Forty years of partnership FEDROM – JOINT, editată de Federația Comunităților Evreiești din România în anul 2008, se preciza că Sinagoga din Baia Mare era în funcțiune. 

## Fotogalerie

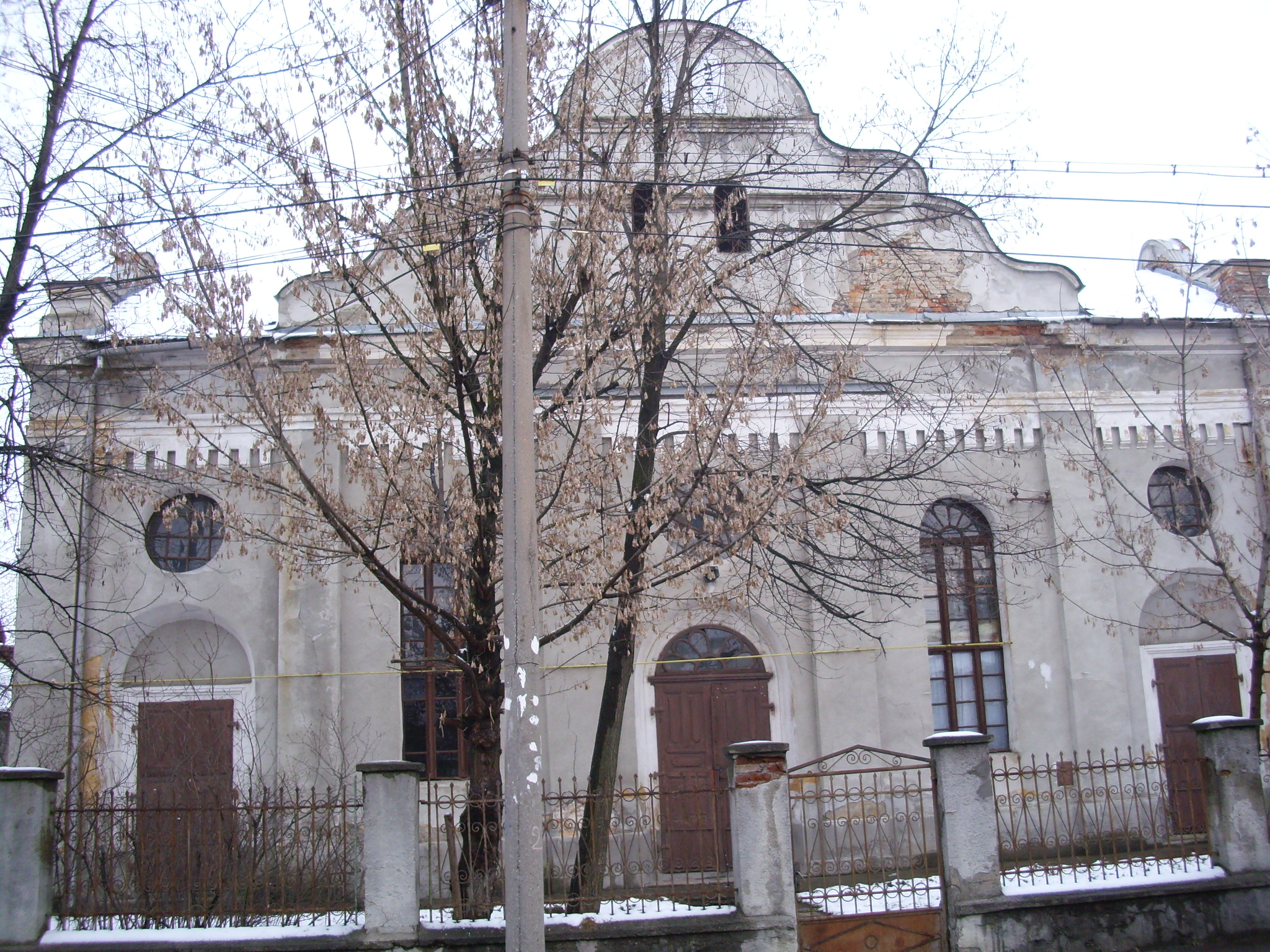
Sinagoga din Baia Mare